# アオルン
アオルン（学名：Aorun）は、2006年に発見され、2013年に記載された、絶滅した動物食性の獣脚類に属する恐竜の属。知られている中では最古のコエルロサウルス類の一つであり、約1億6160万年前の後期ジュラ紀に生息していたと推測されている。五彩湾（Wucaiwan）から産出した五番目の獣脚類でもある。

## 発見と命名
無数の歯の並んだ頭骨・複数の椎骨・脚の骨の備わった化石は、2006年に中華人民共和国の新疆ウイグル自治区でジョージ・ワシントン大学のコロンビア芸術科学校教授のジェームズ・クラークが発見した。彼が携わった発掘調査には当時の博士課程指導学生 Jonah Choiniere や中国科学院古脊椎動物古人類学研究所の研究者が参加した。元々は脚の骨の部分が地表に露出しており、掘り起こしたところ頭骨が露わになった。
タイプ種 Aorun zhaoi は2013年にChoiniereとクラーク、キャサリン・フォースター、マーク・ノレル、デイヴィッド・エバース、グレゴリー・エリクソン、Chuc Hongjun、徐星が記載・命名した。属名は『西遊記』に登場する四海竜王の敖閏（ごうじゅん）にちなむ。種小名は2012年に死去した中国の古生物学者趙喜進への献名である。なおタイプ種の記載以降、アオルン属のタイプ種以外の種は知られていない。

## 特徴
全長は1メートル程度。ホロタイプ標本 IVPP V15709 には頭骨・左右の下顎・単一の頸椎・単一の胴椎・3個の尾椎・左尺骨・手・両恥骨の下端・両後肢が含まれる。頭蓋骨の右眼窩には、重なり合う小骨片から構成されるほぼ完全な強膜輪が保存されていた。標本の華奢な手には特に薄い第IIIおよび第IV中手骨が保存されており、基盤的な獣脚類の手よりも派生的な非鳥類型コエルロサウルス類の手に近い。
前上顎骨歯は4本、上顎骨歯は12本、歯骨歯は25-30本と見積られている。典型的な成体のコエルロサウルス類は上顎骨歯が15本以上であることから、12本の上顎骨歯の位置からホロタイプ標本は幼体であることが示唆されている。鋸歯状構造がない（前上顎骨歯と一部の歯骨歯）か、または遠位峰のみに1ミリメートルあたり10個ほどの非常に細かい鋸歯状構造を持つ（上顎骨歯と一部の歯骨歯）ことは、独特な特徴である。しかし、歯列のばらつきは幼体であるゆえの特徴の可能性があるとも指摘されてもいる。

### 大きさと個体発生段階
骨格構造から判断されるように、ホロタイプ標本は二足歩行の小型捕食動物のもので、全長約1メートル、体重約1.5キログラムの幼体である。Choiniere et al. (2013)では、大腿骨と脛骨の組織学解析とその他の特徴に基づき、ホロタイプ標本は最大でも1歳程度で、明らかに産卵直前期の個体ではないことが指摘された。相対的に大型である眼窩は、成体の形態としては通常予想されにくいものである。

### 標徴形質
記載論文著者は以下の標徴形質があるとした。
- 前眼窩窓を取り巻く窪みがあり、前方の上顎窓がその窪みの大部分を占める。
- 上顎骨歯では後方の縁にのみ鋸歯状構造があり、その構造は非常に細かく、歯の先端に向かっている。
- 頸椎はやや後凹である。椎体は前面で凸であり、後方で窪んでいる。
- 前肢の鉤爪の特徴が一様でない。第1指の鉤爪は大型でかつ湾曲しているが、他の2つの鉤爪はより小型でかつ下側が真っ直ぐである。
- 脛骨の前面外側に、距骨の上部と接触する、高く狭い機能的な溝がある。しかし外側に位置する上行突起は低い。

アオルンは前上顎骨・前頭骨・鼻骨上の鶏冠を欠く点で、同地域から産出しているグアンロンと大きく異なる。またアオルンには高い外鼻孔と短い前方上顎突起もない。上顎窓は大きいが前上顎骨自体は短く、棒状の頬骨があり、上顎骨歯と歯骨歯の遠位カリナに細かい鋸歯状構造が密に並んでいる。頸椎の椎体は長く伸び、2本の含気孔がある。脊椎の神経棘は後方へ伸びていてかつ短い。恥骨は端で湾曲する。

## 系統
アオルンはティラノサウルス上科よりも派生的ではあるもののコエルロサウルス類の基盤的位置に位置付けられた。これは、より派生的なコエルロサウルス類に当てはめられるだけの証拠となる共有派生形質がアオルンに存在しないためである。Tykoski (2005)や他の論文では、この標本のように未熟な分類群を成体としてコード化して系統分析を行うと、未熟な分類群が同じ分類群の成体に対して人為的に基盤的位置に置かれるとされた。Xu et al. (2018)でのバンニクスとシユニクスの系統解析では、アオルンは基盤的アルヴァレスサウルス上科に位置付けられた。

## 古生態

### 産出
アオルンのタイプ標本 IVPP V15709 は中国の新疆ウイグル自治区に位置するジュンガル盆地の石樹溝累層五彩湾産地で発見された。標本は2006年のジョージ・ワシントン大学と中国科学院古脊椎動物古人類学研究所との合同フィールド遠征で収集された。地層は赤茶色の陸源シルト岩層で、約1億6160万年前に堆積したことが放射年代測定により示されている。この年代はジュラ紀のうちオックスフォーディアン階とカロビアン階の境界にあたる。ジュラ紀のコエルロサウルス類化石は稀であり、その重要性は高い。標本は中国の北京、古脊椎動物古人類学研究所に所蔵された。

### 動物相と生息環境
石樹溝累層の古環境は温暖であったが、季節的に乾燥していた。石樹溝累層のうち五彩湾産地からは基盤的ケラトサウルス類のリムサウルス、基盤的コエルロサウルス類のズオロン、基盤的ティラノサウルス上科のグアンロン、基盤的アルヴァレスサウルス上科のハプロケイルスなど他の獣脚類もオックスフォーディアン階から産出している。この豊かな古動物相にはセリシプテルスのような翼竜、ジアンジュノサウルスやインロンのような鳥盤類、ベルサウルスやクラメリサウルス、ティエンシャノサウルス、マメンチサウルスといった竜脚類がいる。おそらくアオルンはそのような生態系の中で小型のトカゲや哺乳類を捕食する動物食性動物であった。アオルンは石樹溝累層から産出した中では七番目の獣脚類かつ最古のコエルロサウルス類で、中期から後期ジュラ紀の獣脚類相の一部をなしていると考えられている。